# Simone Follet
Simone Follet, née le 23 janvier 1935 à Champagnole et morte le 16 février 2021 à Mâcon est une sévrienne, spécialiste d'épigraphie et de philologie sur la Grèce romaine, en particulier Athènes.

## Biographie
Simone Follet nait le 23 janvier 1935 à Champagnole. Elle fréquente le lycée de Mâcon puis celui de Versailles. Ayant réussi le concours préparé à Versailles en 1955, elle entre à l'École normale supérieure de jeunes filles de Sèvres, où elle étudie les lettres. Après avoir obtenu l’agrégation de grammaire en 1958, Follet travaille comme assistante à l'Université de Clermont-Ferrand jusqu'en 1961, puis retourne à l'École normale supérieure en tant qu'agrégée-répétitrice pour étudier et enseigner la philologie et la littérature grecques anciennes,.
Elle est nommée directrice adjointe de l'École normale supérieure de jeunes filles de 1975 à 1987. De 1981 à 1985, elle est également directrice d'un projet CNRS intitulé « Étude de textes sophistiques et techniques tardifs », basé à l'École normale supérieure. Dans ce rôle, elle est connue pour son mentorat auprès de jeunes chercheuses en philologie classique. Elle a dirigé une quinzaine de thèses de doctorat et a eu plusieurs années la responsabilité du concours d’entrée à École normale supérieure de jeunes filles.
Elle est alors professeure à Caen, Nanterre et Paris-Sorbonne. Après sa retraite en 2000, elle reste professeure émérite de la Sorbonne. Elle a été élue présidente de l'Association des Études grecques en 2001,.
Simone Follet décède à Mâcon où elle passait habituellement mois d'été mais où elle était restée pour éviter d'être confiné à Paris.

### Travaux académiques
Les recherches de Simone Follet se sont concentrées sur l'épigraphie de l'Athènes impériale romaine. Son livre de 1976 Athènes au II e et au III e siècle. Études chronologiques et prosopographiques, développé à partir de sa thèse de doctorat, est un ouvrage de référence sur la chronologie d'Athènes à la période romaine. Ce travail a reçu un prix décerné par l'association pour l'encouragement des études grecques en France.
Simone Follet a produit de nombreux articles et chapitres de livres sur des inscriptions individuelles ou des groupes d'inscriptions, souvent en collaboration avec Dina Peppas Delmousou du Musée épigraphique. Elle a également collaboré au Bulletin épigraphique de la Revue des études grecques, à L'Année épigraphique, à la constitution du Dictionnaire des philosophes antiques, à hauteur d'une soixantaine d'articles, et à la troisième édition du corpus de Berlin des Inscriptiones Graecae pour les inscriptions attiques d’époque romaine.
Simone Follet a également travaillé sur la littérature et la philosophie grecques de la période romaine, en particulier sur le deuxième auteur sophiste Philostrate, publiant l'édition française standard de son Heroicus en 2017,, et collaborant avec Bernadette Peuch sur une édition standard de ses Vies des Sophistes, qui sera publié à titre posthume. Elle a également contribué aux travaux sur une édition standard des Descriptions de Callistrate et a fourni des entrées pour le Dictionnaire des Philosophes Antiques.
Simone Follet laisse un travail très important de plusieurs ouvrages et articles dans les domaines de la philologie, de la littérature et de l’épigraphie grecques.

## Publications
- Simone Follet, Athènes au IIe et au IIIe siècle : études chronologiques et prosopographiques, Paris, Société d'edition "Les Belles Lettres, 1976 (ISBN 978-2-251-32532-3, lire en ligne)[4],[7].
- Simone Follet, « La datation de l'Archonte Dionysios (IG II², 3968) : ses conséquences archéologiques, littéraires et épigraphiques », Revue des Études Grecques, vol. 90, no 428,‎ 1977, p. 47–54 (DOI 10.3406/reg.1977.4128, lire en ligne)
- Simone Follet, « Trois cités chypriotes disparues dans une monodie anonyme tardive », Cahiers du Centre d'Études Chypriotes, vol. 8, no 1,‎ 1987, p. 27–30 (DOI 10.3406/cchyp.1987.1208, lire en ligne)
- Simone Follet, « Éphèbes étrangers à Athènes : Romains, Milésiens, Chypriotes etc », Cahiers du Centre d'Études Chypriotes, vol. 9, no 1,‎ 1988, p. 19–32 (DOI 10.3406/cchyp.1988.1213, lire en ligne)
- Simone Follet, « Contribution a la chronologie attique du premier siècle de notre ère », dans S. Averil, The Greek Renaissance in the Roman Empire, London, Oxford University Press, 1989, 37–44 p. (JSTOR 43768499, lire en ligne)
- Simone Follet, « Lettres d'Hadrien aux Épicuriens d'Athènes (14.2- 14.3.125): SEG III 226 + IG II² 1097 », Revue des Études Grecques, vol. 107, no 509,‎ 1994, p. 158–171 (DOI 10.3406/reg.1994.2610)
- Simone Follet, « Le décret de Thyatire sur les bienfaits d'Hadrien et le « Panthéon » d'Hadrien à Athènes (IG II² 1088 + 1090 + IG III 3985, complétés = TAM V 2, 1180, complété) », Bulletin de Correspondance Hellénique, vol. 121, no 1,‎ 1997, p. 291–309 (DOI 10.3406/bch.1997.1634, lire en ligne)
- Simone Follet, « Chronologie attique et chronologie delphique (IIe s. a.C.-Ier s. p.C.) », Topoi. Orient-Occident, vol. 8, no 1,‎ 1998, p. 243–260 (DOI 10.3406/topoi.1998.1137, lire en ligne)
- Simone Follet et Dina Peppas-Delmousou, Romanité et cité chrétienne. Permanences et mutations, intégration et exclusion Du Ier au VIe Siècle. Mélanges en l'honneur d'Yvette Duval, Paris, De Boccard, 2000, 11–17 p. (ISBN 978-2701801360), « La légende de Thésée sous l’empereur Commode d’après le discours d’un Éphèbe athénien (IG II², 2291A + 1125, complétés) »
- Simone Follet, « Les deux archontes Pamménès du Ier siècle a.C. à Athènes. », Revue des Études Grecques, vol. 113, no 1,‎ 2000, p. 188–192 (DOI 10.3406/reg.2000.4402, lire en ligne)
- Simone Follet et Dina Peppas-Delmousou, The Greek East in the Roman Context, Helsinki, Bookstore Tiedekirja, 2001 (ISBN 9519880607), « Les dédicaces chorégiques d’époque Flavienne et Antonine à Athènes »
- Simone Follet, « Deux inscriptions attiques inédites copiées par l'abbé Michel Fourmont (Parisinus Suppl. gr. 854) », Revue des Études Grecques, vol. 118, no 1,‎ 2005, p. 1–14 (DOI 10.3406/reg.2005.4604, lire en ligne)
- Simone Follet, « Stèle funéraire d'Aristoménès de Stagire, exécuteur testamentaire d'Aristote (IG II² 10744 + IG II 3421) », Revue des Études Grecques, vol. 121, no 2,‎ 2008, p. 469–478 (DOI 10.3406/reg.2008.7982, lire en ligne)
- Simone Follet et Simone Peppas Delmousou, « Inscriptions du Musée épigraphique d'Athènes », Bulletin de Correspondance Hellénique, vol. 132, no 1,‎ 2008, p. 473–553 (DOI 10.3406/bch.2008.7511, lire en ligne)
- Simone Follet et Simone Peppas Delmousou, « Inscriptions du Musée épigraphique d'Athènes (II) », Bulletin de Correspondance Hellénique, vol. 133, no 1,‎ 2009, p. 391–470 (DOI 10.3406/bch.2009.7570, lire en ligne)
- Simone Follet, L'hellénisme d'époque romaine nouveaux documents, nouvelles approches (Ier s. a.C - IIIe s. p.C.) : actes du colloque international à la mémoire de Louis Robert, Paris, 7-8 juillet 2000, Paris, De Boccard, 2004 (ISBN 2-7018-0174-5)[1],[8].
- Simone Follet, Philostrate: Sur les héros, Paris, Les Belles Lettres, 2017 (ISBN 9782251006178)[9].
- Simone Follet, « Décrets attiques honorant Septime Sévère, ses fils Caracalla et Géta et son épouse Julia Domna (Agora XVI, 340 et 341) », Bulletin de correspondance hellénique, vol. 144, no 2,‎ 2020 (DOI 10.4000/bch.1175, S2CID 253192623, lire en ligne)